# Exequiel Narese
Exequiel Albano Narese (n. San Miguel de Tucumán, provincia de Tucumán, Argentina; 8 de marzo de 1990) es un futbolista argentino. Juega de volante y su equipo actual es el Club Gimnasia y Tiro de Salta, de la Primera Nacional.

## Carrera

### San Martín de Tucumán
Narese debutó como profesional en San Martín de Tucumán el 19 de abril de 2009 en la goleada por 3-0 del Santo tucumano ante San Lorenzo, ingresando a los 26 minutos del segundo tiempo por Jorge Luis Anchén. En el club de su ciudad natal, Narese jugó apenas 5 partidos.

### San Jorge de Tucumán
Sin oportunidades en el conjunto tucumano, se iría libre a San Jorge de Tucumán, equipo que, en ese momento, militaba en el Torneo Argentino B. Jugó 31 partidos y convirtió un gol (contra Villa Cubas), siendo parte del ascenso al Torneo Argentino A en 2012.
En el Argentino A debutó con un gol a Gimnasia y Tiro de Salta. En total, disputó 35 encuentros y marcó 9 tantos.

### Guaraní Antonio Franco
Sus buenas temporadas en San Jorge lograron que Narese se convierta en jugador de Guaraní Antonio Franco, equipo misionero con el que lograría su segundo ascenso como jugador. Debutó en La Franja el 18 de agosto de 2013 en la derrota por 2 goles a 0 contra Libertad de Sunchales. Convertiría su primer gol recién en la fecha 7, jugada el 29 de septiembre, en lo que sería victoria 0-1 sobre Gimnasia y Esgrima en Concepción del Uruguay. En el campeonato, jugó 30 partidos y convirtió 4 goles. Fue titular en la victoria 1-0 contra Juventud Unida Universitario, que decretaría el ascenso a la Primera B Nacional del conjunto del nordeste argentino.
Convertiría su primer gol en la segunda categoría del fútbol argentino en la fecha 18 del torneo de transición 2014 frente a San Martín de San Juan, partido que ganaría Guaraní por 2 a 0. Finalmente, en 2015 Guaraní Antonio Franco descendería de categoría. Este hecho provocó que Narese finalice su contrato con el club.

### Juventud Unida de Gualeguaychú
Consumado el descenso de Guaraní al Torneo Federal A, Narese se convirtió en refuerzo de Juventud Unida de Gualeguaychú, manteniéndose en la Primera B Nacional. Debutó en el Decano el 30 de enero de 2016 en la derrota ante Ramón Santamarina por 1-0. Su único gol en la institución llegaría en el siguiente campeonato, convirtiéndole a San Martín de Tucumán, club donde debutó, siendo victoria para el equipo entrerriano por 1-2. En su paso por Gualeguaychú, Narese disputó 46 encuentros y convirtió un gol.

### Agropecuario
En 2017, viajó hacia la provincia de Buenos Aires para vestir los colores de Agropecuario, equipo recién ascendido a la Primera B Nacional. Debutó en el Sojero el 24 de septiembre en la victoria como visitante 1-0 a Flandria. Convertiría su primer gol en el equipo de Carlos Casares una semana más tarde, cuando Agropecuario venció como local a Guillermo Brown. Durante su estadía en Carlos Casares, Narese fue pilar fundamental en el equipo, llegando a jugar el torneo reducido por el segundo ascenso a Primera en la temporada 2017-18. Jugó, en total, 70 partidos y convirtió 8 goles.

### Città di Fasano
En 2020 el fútbol argentino no había retomado sus actividades por la suspensión del mismo a causa del COVID-19. Por ello, Narese fue prestado por Agropecuario al Città di Fasano, equipo de la Serie D de Italia. Debutó en el fútbol europeo el 27 de septiembre en la derrota contra el Puteolana por 2-1. En su estadía por el Viejo Continente, jugó 15 partidos.

### Mitre de Santiago del Estero
Luego de una frustrada vuelta al fútbol argentino con Güemes de Santiago del Estero, el volante tucumano finalmente se decidió por otro equipo de la ciudad: Mitre. Su debut llegaría en la fecha 2 de la Primera Nacional. Ingresó a los 19 minutos del segundo tiempo por Adrián Toloza en la victoria 3-2 sobre Almirante Brown. En el Aurinegro jugó 25 partidos, aunque no convirtió goles.

### Vuelta a Agropecuario
Tras sus dos préstamos, Narese regresó a Agropecuario. Convertiría su primer gol en la vuelta el 5 de marzo de 2022, marcando el 1-0 parcial para Agropecuario, en lo que finalmente sería empate a 2 entre el Sojero y Almagro.

## Estadísticas

### Clubes
- Actualizado hasta el 2 de octubre de 2022.

| San Martín (T) Argentina | 1.ª                 | 2008-09             | 1   | 0  | - | - | - | - | 1   | 0  | 0,00 |
| San Martín (T) Argentina | 2.ª                 | 2009-10             | 1   | 0  | - | - | - | - | 1   | 0  | 0,00 |
| San Martín (T) Argentina | 2.ª                 | 2010-11             | 4   | 0  | - | - | - | - | 4   | 0  | 0,00 |
| San Martín (T) Argentina | Total club          | Total club          | 6   | 0  | - | - | - | - | 6   | 0  | 0,00 |
| San Jorge (T) Argentina | 4.ª                 | 2011-12             | 31  | 1  | 1 | 0 | - | - | 32  | 1  | 0,03 |
| San Jorge (T) Argentina | 3.ª                 | 2012-13             | 35  | 9  | 1 | 0 | - | - | 36  | 9  | 0,25 |
| San Jorge (T) Argentina | Total club          | Total club          | 66  | 10 | 2 | 0 | - | - | 68  | 10 | 0,14 |
| Guaraní Antonio Franco Argentina | 3.ª                 | 2013-14             | 30  | 4  | 0 | 0 | - | - | 30  | 4  | 0,13 |
| Guaraní Antonio Franco Argentina | 2.ª                 | 2014                | 20  | 1  | - | - | - | - | 20  | 1  | 0,05 |
| Guaraní Antonio Franco Argentina | 2.ª                 | 2015                | 35  | 3  | 0 | 0 | - | - | 35  | 3  | 0,08 |
| Guaraní Antonio Franco Argentina | Total club          | Total club          | 85  | 8  | 0 | 0 | - | - | 85  | 8  | 0,09 |
| Juventud Unida (G) Argentina | 2.ª                 | 2016                | 7   | 0  | - | - | - | - | 7   | 0  | 0,00 |
| Juventud Unida (G) Argentina | 2.ª                 | 2016-17             | 39  | 1  | 3 | 0 | - | - | 42  | 1  | 0,02 |
| Juventud Unida (G) Argentina | Total club          | Total club          | 46  | 1  | 3 | 0 | - | - | 49  | 1  | 0,09 |
| Agropecuario Argentina | 2.ª                 | 2017-18             | 26  | 5  | - | - | - | - | 26  | 5  | 0,19 |
| Agropecuario Argentina | 2.ª                 | 2018-19             | 23  | 1  | 1 | 0 | - | - | 24  | 1  | 0,04 |
| Agropecuario Argentina | 2.ª                 | 2019-20             | 19  | 2  | 1 | 0 | - | - | 20  | 1  | 0,05 |
| Agropecuario Argentina | 2.ª                 | 2022                | 27  | 3  | 2 | 0 | - | - | 29  | 3  | 0,10 |
| Agropecuario Argentina | Total club          | Total club          | 95  | 11 | 4 | 0 | - | - | 99  | 11 | 0,11 |
| Città di Fasano · Italia | 4.ª                 | 2020-21             | 15  | 0  | - | - | - | - | 15  | 0  | 0,00 |
| Città di Fasano · Italia | Total club          | Total club          | 15  | 0  | - | - | - | - | 15  | 0  | 0,00 |
| Mitre (SdE) Argentina | 2.ª                 | 2021                | 25  | 0  | - | - | - | - | 25  | 0  | 0,00 |
| Mitre (SdE) Argentina | Total club          | Total club          | 25  | 0  | - | - | - | - | 25  | 0  | 0,00 |
| Total en su carrera | Total en su carrera | Total en su carrera | 337 | 30 | 9 | 0 | - | - | 346 | 30 | 0,08 |
| (1) Las copas nacionales se refiere a la Copa Argentina. (2) Las copas internacionales se refiere a la Copa Libertadores y a la Copa Sudamericana. (3) Media de goles por encuentro. No incluye goles en partidos amistosos. |                     |                     |     |    |   |   |   |   |     |    |      |